# لاریسا لوکیاننکو

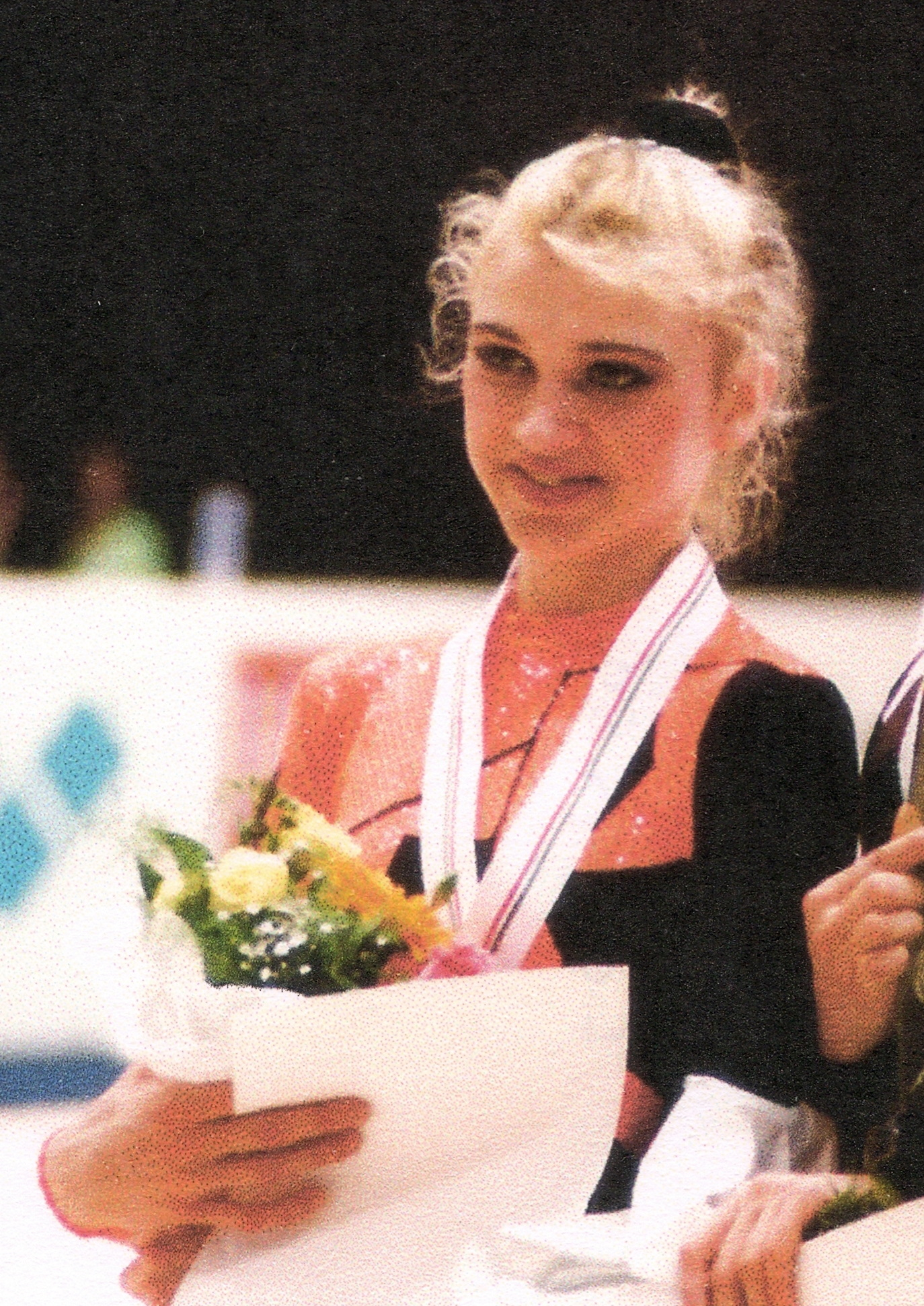
لاریسا لوکیاننکو

لاریسا لوکیاننکو (به انگلیسی: Larissa Loukianenko) ژیمناست زادهٔ ۷ اوت ۱۹۷۳ میلادی اهل کشور بلاروس است.